# Строне-Шльонське (гміна)

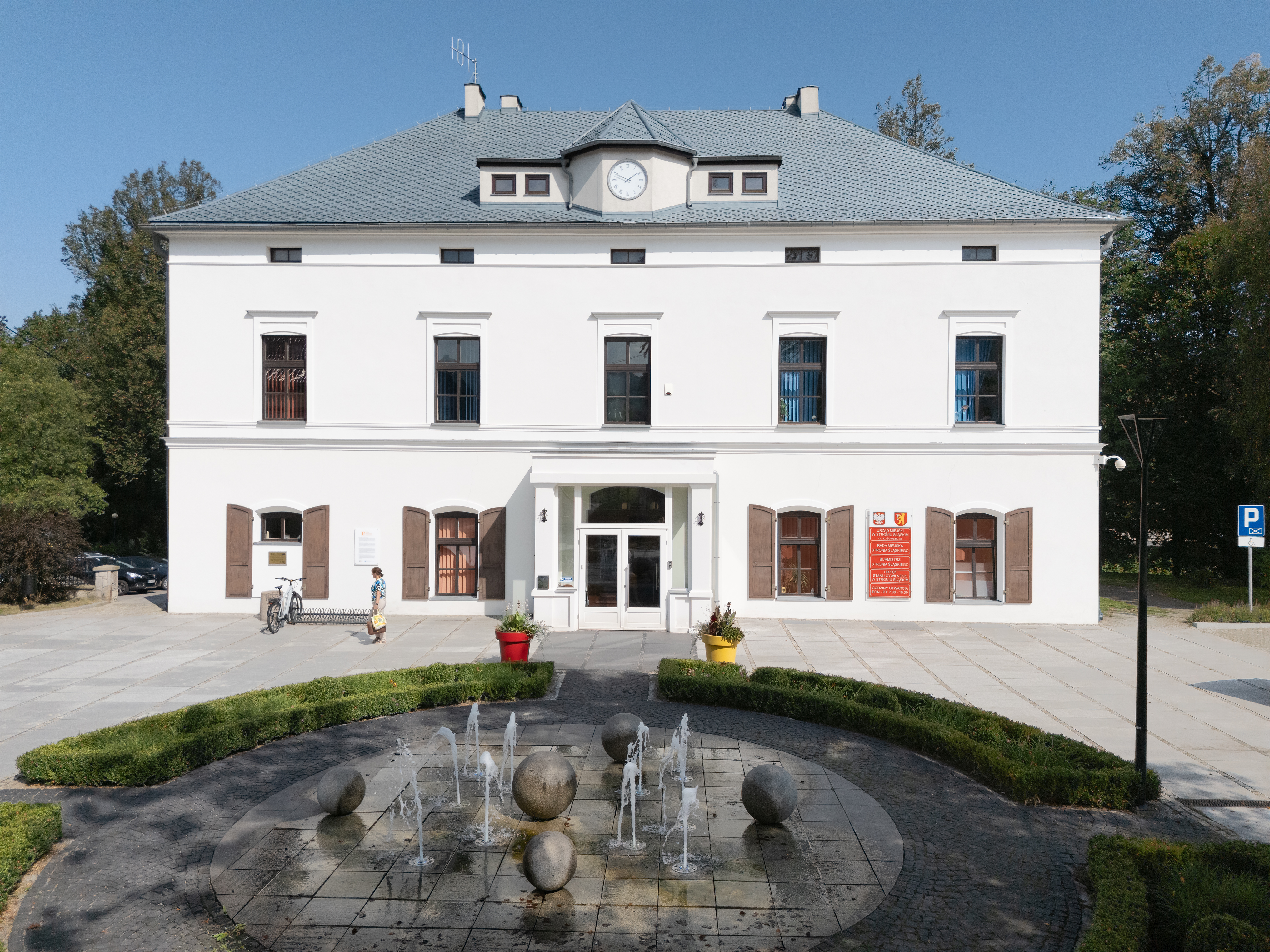

Гміна Строне-Шльонські (пол. Gmina Stronie Śląskie) — місько-сільська гміна у південно-західній Польщі. Належить до Клодзького повіту Нижньосілезького воєводства.
Станом на 31 грудня 2011 у гміні проживало 7801 особа.

## Площа
Згідно з даними за 2007 рік площа гміни становила 146.42 км², у тому числі:
- орні землі: 19.00%
- ліси: 76.00%

Таким чином, площа гміни становить 8.91% площі повіту.

## Населення
Станом на 31 грудня 2011:
| Опис     | Загалом | Загалом | Чоловіки | Чоловіки | Жінки | Жінки |
| -------- | ------- | ------- | -------- | -------- | ----- | ----- |
| одиниця  | осіб    | %       | осіб     | %        | осіб  | %     |
| все      | 7801    | 100     | 3762     | 48.22    | 4039  | 51.78 |
| міське   | 6057    | 100     | 2873     | 47.43    | 3184  | 52.57 |
| сільське | 1744    | 100     | 889      | 50.97    | 855   | 49.03 |

## Сусідні гміни
Гміна Строне-Шльонські межує з такими гмінами: Бистшиця-Клодзька, Льондек-Здруй.